# اتحادسادات
اتحادسادات روستایی در دهستان سه قلعه بخش سه قلعه شهرستان سرایان استان خراسان جنوبی ایران است. بر پایه سرشماری عمومی نفوس و مسکن در سال ۱۳۹۰ جمعیت این روستا ۷ نفر (در ۴ خانوار) بوده است.